# Alpstein
För andra betydelser, se Alpstein (olika betydelser).

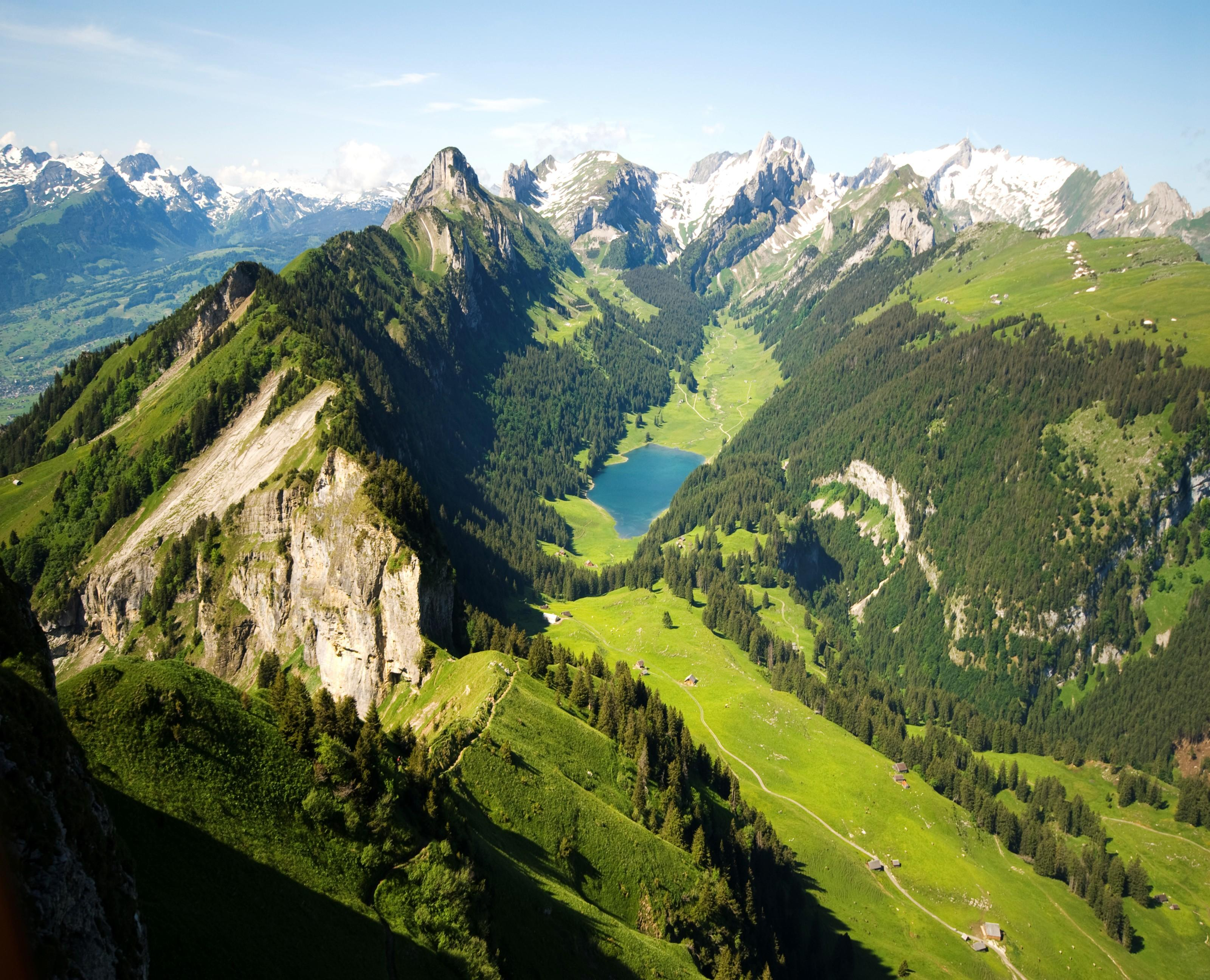
Alpstein sett från Hoher Kasten.

Alpstein är en undergrupp till Appenzelleralperna i nordöstra Schweiz. Alpsteinmassivet är beläget i kantonerna Appenzell Innerrhoden, Appenzell Ausserrhoden och Sankt Gallen. Bergskedjan ligger 150 km öster om huvudstaden Bern.
Trost att massivet är ganska lågt jämfört med andra alpina toppar – det högsta berget är Säntis med 2 502 meter över havet – är Alpstein på grund av sitt nordliga läge en kort sträcka från Bodensjön (knappt 30 km fågelvägen) jämförelsevis högt i förhållande till sina omgivningar. Gruppen inbegriper även Altenalp Türm som är den nordligaste toppen över 2 000 meter i Schweiz.
Alpstein sträcker sig 8,1 km i öst-västlig riktning.

## Beskrivning
Geologiskt sett skiljer sig Alpstein från de övervägande granitiska centrala Alperna. Alpstein består huvudsakligen av kalkstensmassiv, och utgör en slags västlig fortsättning på de östra bergsområden som löper mellan Tyskland och Österrike.
På grund av erosioner är kalkstenen fylld med sprickor, grottor och slukhål. Detta leder till ökad vattenavrinning som i sin tur leder till vattenbrist, vilket på många håll kompenseras genom uppsamling av regnvatten.
I området ligger tre små bergssjöar: Seealpsee, Sämtisersee och Fälensee. Två av de tre sjöarna har inget ytligt frånlopp: Vattnet från Fälensee och Sämtisersee rinner genom den sydöstliga bergskammen ut i Rhenfloden.
Bergen är relativt branta och dalarna djupa. Alpstein är ett utmärkt, ibland utmanande vandringsområde. Om vintern, särskilt mellan februari och april, kan erfarna skid- och snowboardåkare åka från Säntismassivet ner till Wasserauen eller Brülisau i Appenzell, eller till Unterwasser och Wildhaus i Toggenburg.
I omgivningarna runt Alpstein växer i huvudsak blandskog. Runt Alpstein är det tätbefolkat, med 257 invånare per kvadratkilometer.

## Toppar
Den högsta toppen är Säntis, som kan nås med linbana från Schwägalp. Den näst högsta toppen är Altmann, och den tredje högsta är Wildhauser Schafberg. Andra framstående platser är Staubernkanzel, Hoher Kasten och Ebenalp, som alla är tillgängliga via linbana.
Kronberg och Hundwiler Höhi hör inte längre till Alpstein, utan räknas numera till Appenzeller Vorland.

### Lista
Topografiskt ingår följande toppar i Alpstein:
- Altmann
- Altmann-Chamm
- Chalbersäntis
- Chreialpfirst
- Fälenschafberg
- Fälentürm
- Gir
- Girenspitz
- Grauchopf
- Grenzchopf
- Grueber Sattel
- Grüenböhl
- Gätterifirst Südgrat 1. Kopf
- Hüenerberg
- Hängeten
- Höch Nideri
- Jöchli
- Kreuzberg Nr.8
- Moor
- Mutschen
- Nädliger
- Roslen First
- Ruchbüel
- Saxer First
- Silberplatten
- Spitzbergli
- Stoss
- Säntis
- Widderalpstöck
- Wildhuser Schafberg
- Öhrli